# Шебески, Леонард Хайлари
Леонард Хайлари Шебески (англ. Leonard Hylary Shebeski) (5 августа 1914, Канада — 2010, Канада) — канадский генетик и селекционер растений.

## Биография
Родился 5 августа 1914 года в Канаде. Поступил и успешно окончил Манитобский университет. Манитобский университет стал визитной карточкой для молодого учёного — всю свою жизнь отдал ему. Сразу же после окончания университета был избран деканом факультета сельского хозяйства, а также заведовал кафедрой растениеводства.
Скончался 3 августа 2010 года в Виктории.

## Научные работы
Основные научные работы посвящены генетике и селекции растений.
- Вывел ценный ржано-пшеничный гибрид тритикале методом скрещивания твёрдой яровой пшеницы.
- Разрабатывал методы отдалённой гибридизации пшеницы.

## Членство в обществах
- 1967-92 — Иностранный член ВАСХНИЛ.